# (19616) 1999 OS3
(19616) 1999 OS3 est un astéroïde de la ceinture principale d'astéroïdes découvert en 1999.

## Description
(19616) 1999 OS3 a été découvert le 24 juillet 1999 à Bickley en Australie-Occidentale par l'Observatoire de Perth.

### Caractéristiques orbitales
L'orbite de cet astéroïde est caractérisée par un demi-grand axe de 2,28 UA, un périhélie de 1,85 UA, une excentricité de 0,19 et une inclinaison de 5,60° par rapport à l'écliptique. Du fait de ces caractéristiques, à savoir un demi-grand axe compris entre 2 et 3,2 UA et un périhélie supérieur à 1,666 UA, il est classé, selon la JPL Small-Body Database, comme objet de la ceinture principale d'astéroïdes.

### Caractéristiques physiques
(19616) 1999 OS3 a une magnitude absolue (H) de 14,4 et un albédo estimé à 0,058.